# David Koechner
David Michael Koechner (Tipton, 24 agosto 1962) è un attore, comico e musicista statunitense.

## Biografia
Koechner inizia a studiare improvvisazione teatrale presso l'ImprovOlympic di Chicago sotto gli insegnamenti di Del Close, diplomandosi nel 1994. Dopo un anno di sketch comici nel Saturday Night Live e Late Night with Conan O'Brien, ottiene piccole parti in film come Man on the Moon e Sesso & potere. Dal 2005 interpreta il personaggio di Todd Packer nella serie tv The Office.
Nel 2011 partecipa come guest star in un episodio della quinta stagione di Chuck.
Mentre gira il mockumentary Dill Scallion, Koechner stringe una forte amicizia con Dave 'Gruber' Allen, formando il The Naked Trucker & T-Bones Show. Il loro spettacolo diventa uno dei più richiesti nei club di Hollywood.
Koechner ha studiato scienze politiche al Benedictine College ed alla Università del Missouri, ma ha deciso di proseguire la sua carriera di comico trasferendosi a Chicago.

## Vita privata
Koechner è sposato con l'attrice Leigh Koechner (nata Leigh Kathleen Morgan), con la quale ha avuto cinque figli.

## Filmografia

### Cinema
- It's Now... or NEVER! (1995)
- Sesso & potere (Wag the Dog), regia di Barry Levinson (1997)
- Dirty Work - Agenzia lavori sporchi (Dirty Work), regia di Bob Saget (1998)
- Man on the Moon, regia di Miloš Forman (1999)
- Austin Powers - La spia che ci provava (Austin Powers: The Spy Who Shagged Me), regia di Jay Roach (1999)
- Dill Scallion (1999)
- Costi quel che costi (Whatever It Takes), regia di David Raynr (2000)
- Dropping Out (2000)
- Out Cold, regia di Brendan Malloy e Emmett Malloy (2001)
- Life Without Dick, regia di Bix Skahill (2001)
- Run Ronnie Run (2002)
- Duetto a tre (The Third Wheel), regia di Jordan Brady (2002)
- American Girl, regia di Jordan Brady (2002)
- Amici di... letti (Waking Up in Reno), regia di Jordan Brady (2002)
- La figlia del mio capo (My Boss's Daughter), regia di David Zucker (2003)
- Cose da maschi (A Guy Thing), regia di Chris Koch (2003)
- Soul Mates (2003)
- Anchorman - La leggenda di Ron Burgundy (Anchorman: The Legend of Ron Burgundy), regia di Adam McKay (2004)
- Wake Up, Ron Burgundy: The Lost Movie (2004)
- I tuoi, i miei e i nostri (Yours, Mine and Ours), regia di Raja Gosnell (2005)
- Daltry Calhoun - Un golfista al verde (2005)
- Here Comes Peter Cottontail: The Movie (2005)
- 40 anni vergine (The 40 Year-Old Virgin), regia di Judd Apatow (2005)
- Hazzard (The Dukes of Hazzard), regia di Jay Chandrasekhar (2005)
- Waiting..., regia di Rob McKittrick (2005)
- Larry the Cable Guy: Health Inspector (2006)
- Ricky Bobby - La storia di un uomo che sapeva contare fino a uno (Talladega Nights: The Ballad of Ricky Bobby), regia di Adam McKay (2006)
- Barnyard - Il cortile (Barnyard), regia di Steve Oedekerk (2006) - voce
- Snakes on a Plane, regia di David R. Ellis (2006)
- Let's Go to Prison - Un principiante in prigione (Let's Go to Prison), regia di Bob Odenkirk (2006)
- Mi sono perso il Natale (Unaccompanied Minors), regia di Paul Feig (2006)
- Tenacious D e il destino del rock (Tenacious D in The Pick of Destiny), regia di Liam Lynch (2006)
- Thank You for Smoking, regia di Jason Reitman (2006)
- Il peggior allenatore del mondo (The Comebacks), regia di Tom Brady (2007)
- I fratelli Solomon (The Brothers Solomon), regia di Bob Odenkirk (2007)
- Reno 911!: Miami, regia di Robert Ben Garant (2007)
- Careless (2007)
- Balls of Fury - Palle in gioco (Balls of Fury), regia di Robert Ben Garant (2007)
- Semi-Pro, regia di Kent Alterman (2008)
- Drillbit Taylor - Bodyguard in saldo (Drillbit Taylor), regia di Steven Brill (2008)
- Agente Smart - Casino totale (Get Smart), regia di Peter Segal (2008)
- Sex Movie in 4D (Sex Drive), regia di Sean Anders (2008)
- The Perfect Game (2008)
- Una cattedra per due (2009)
- My One and Only, regia di Richard Loncraine (2009)
- Still Waiting... (2009)
- La concessionaria più pazza d'America (The Goods: Live Hard, Sell Hard), regia di Neal Brennan (2009)
- Extract, regia di Mike Judge (2009)
- Paul, regia di Greg Mottola (2011)
- A Good Old Fashioned Orgy, regia di Alex Gregory e Peter Huyck (2011)
- Final Destination 5, regia di Steven Quale (2011)
- Piranha 3DD, regia di John Gulager (2012)
- Hit and Run, regia di David Palmer, Dax Shepard (2012)
- Ghost Movie (A Haunted House), regia di Michael Tiddes (2013)
- Anchorman 2 - Fotti la notizia (Anchorman 2: The Legend Continues), regia di Adam McKay (2013)
- Cheap Thrills - Giochi perversi (Cheap Thrills), regia di E.L. Katz (2013)
- Krampus - Natale non è sempre Natale (Krampus), regia di Michael Dougherty (2015)
- Manuale scout per l'apocalisse zombie (Scouts Guide to the Zombie Apocalypse), regia di Christopher B. Landon (2015)
- CHiPs, regia di Dax Shepard (2017)
- Alla fine ci sei tu (Then Came You), regia di Peter Hutchings (2018)
- All Creatures Here Below, regia di Collin Schiffli (2018)
- Vicious Fun, regia di Cody Calahan (2020)

### Televisione
- The Office – serie TV, 15 episodi (2005-2013)
- Detective Monk (Monk) – serie TV, episodi 6x07, 7x07 (2008)
- Hannah Montana – serie TV, 3 episodi (2008-2010)
- The Goldbergs – serie TV (2013-2023)
- F Is for Family – serie TV, 6 episodi (2015) – voce
- Angie Tribeca – serie TV, 1 episodio (2016)
- Twin Peaks – serie TV, 4 episodi (2017)
- Bless This Mess – serie TV (2019-in corso)

## Doppiatori italiani
Nelle versioni in italiano delle opere in cui ha recitato, David Koechner è stato doppiato da:
- Pasquale Anselmo in Anchorman - La leggenda di Ron Burgundy, Thank You for Smoking, Il peggior allenatore del mondo, Hannah Montana, Anchorman 2 - Fotti la notizia
- Franco Mannella in Cose da maschi, Hazzard,Detective Monk, Agente Smart - Casino totale
- Enzo Avolio in The Office, Twin Peaks
- Roberto Stocchi in Daltry Calhoun - Un golfista al verde, Final Destination 5
- Massimo De Ambrosis in Ricky Bobby - La storia di un uomo che sapeva contare fino a uno
- Alberto Angrisano in Snakes on a Plane
- Eugenio Marinelli in Out Cold
- Saverio Indrio in Ghost Movie
- Luigi Ferraro in La figlia del mio capo
- Antonio Palumbo in La concessionaria più pazza d'America
- Roberto Draghetti in My One and Only
- Claudio Moneta in Piranha 3DD
- Angelo Nicotra in The Middle
- Mino Caprio in Semi-Pro
- Simone Mori in Paul
- Carlo Valli in Krampus - Natale non è sempre natale
- Mario Zucca in Alla fine ci sei tu

Come doppiatore è stato sostituito da:
- Christian Iansante in Barnyard - Il cortile
- Giancarlo Magalli in F Is for Family